# 봉 (무기)
봉(棒)은 긴 막대기 형태의 무기이다. 일본 오키나와 무술에서 사용되기도 한다.

## 같이 보기
- 에스크리마
- 금쇄봉
- 무술 무기 목록
- 나미 (원피스)
- 육척봉
- 여의금고봉
- 도나텔로 (닌자 거북이)